# Danielle Lao
Danielle Lao (* 28. Mai 1991 in Pasadena, Kalifornien) ist eine US-amerikanische Tennisspielerin.

## Karriere
Danielle Lao spielt hauptsächlich Turniere auf dem ITF Women’s Circuit, bei denen sie bislang vier Einzel- und drei Doppeltitel gewonnen hat.
Bei den NCAA Division I Tennis Championships 2013 scheiterte sie bereits in der ersten Runde.
2014 erreichte sie bei den Fresh Start Women’s Open 2014 das Viertelfinale im Einzel und stand mit ihrer Partnerin Keri Wong im Doppelfinale, das sie mit 6:3, 2:6, [10:12] verloren. Bei den Legacy Credit Union Women’s $25,000 Pro Circuit Challenger 2014 besiegten sie im Finale Dia Ewtimowa und Ilona Kremen mit 1:6, 6:4 und [10:7].
Bei den Dow Corning Tennis Classic 2015 erreichte Lao über die Qualifikation das Hauptfeld; sie unterlag dort in der ersten Runde Sessil Karatantschewa mit 2:6 und 2:6. Im Doppel erreichte sie mit Lauren Albanese das Viertelfinale im Doppel, in dem sie ihren Landsfrauen Jan Abaza und Sanaz Marand mit 3:6 und 3:6 unterlagen.

## Turniersiege

### Einzel
| Nr. | Datum          | Turnier       | Kategorie   | Belag     | Finalgegnerin             | Ergebnis      |
| --- | -------------- | ------------- | ----------- | --------- | ------------------------- | ------------- |
| 1.  | 12. April 2015 | León          | ITF $15.000 | Hartplatz | Aleksandrina Najdenowa    | 3:6, 6:3, 7:5 |
| 2.  | 28. Juni 2015  | Baton Rouge   | ITF $25.000 | Hartplatz | Brooke Austin             | 7:5, 6:3      |
| 3.  | 7. März 2021   | Newport Beach | ITF W25     | Hartplatz | Claire Liu                | 6:2, 4:6, 6:2 |
| 4.  | 17. Juli 2022  | Roehampton    | ITF W25     | Hartplatz | Lesley Pattinama Kerkhove | 7:5, 6:4      |

### Doppel
| Nr. | Datum            | Turnier  | Kategorie   | Belag     | Partnerin            | Finalgegnerinnen          | Ergebnis          |
| --- | ---------------- | -------- | ----------- | --------- | -------------------- | ------------------------- | ----------------- |
| 1.  | 12. April 2014   | Pelham   | ITF $25.000 | Sand      | Keri Wong            | Dia Ewtimowa Ilona Kremen | 1:6, 6:4, [10:7]  |
| 2.  | 11. April 2015   | León     | ITF $15.000 | Hartplatz | Maria Fernanda Alves | Kim Grajdek Mayo Hibi     | 5:7, 7:65, [10:4] |
| 3.  | 21. Februar 2016 | Surprise | ITF $25.000 | Hartplatz | Jacqueline Cako      | Emina Bektas Sarah Lee    | 6:2, 4:6, [10:8]  |

## Abschneiden bei Grand-Slam-Turnieren

### Einzel
| Turnier         | 2017 | 2018 | 2019 | 2020 | 2021 | 2022 | Karriere |
| --------------- | ---- | ---- | ---- | ---- | ---- | ---- | -------- |
| Australian Open | —    | —    | Q3   | Q3   | Q1   | —    | —        |
| French Open     | —    | Q1   | Q1   | —    | Q1   | —    | —        |
| Wimbledon       | —    | —    | Q3   |      | 1    | Q3   | 1        |
| US Open         | 1    | 1    | Q1   | —    | Q1   | Q1   | 1        |

Zeichenerklärung: S = Turniersieg; F, HF, VF, AF = Einzug ins Finale / Halbfinale / Viertelfinale / Achtelfinale; 1, 2, 3 = Ausscheiden in der 1. / 2. / 3. Hauptrunde; Q1, Q2, Q3 = Ausscheiden in der 1. / 2. / 3. Qualifikationsrunde; nicht ausgetragen